# کمسک
کمسک (به انگلیسی: Kamsack) یک منطقهٔ مسکونی در کانادا است که در ساسکاچوان واقع شده‌است. کمسک ۱٬۸۲۵ نفر جمعیت دارد.